# フード・ライオン

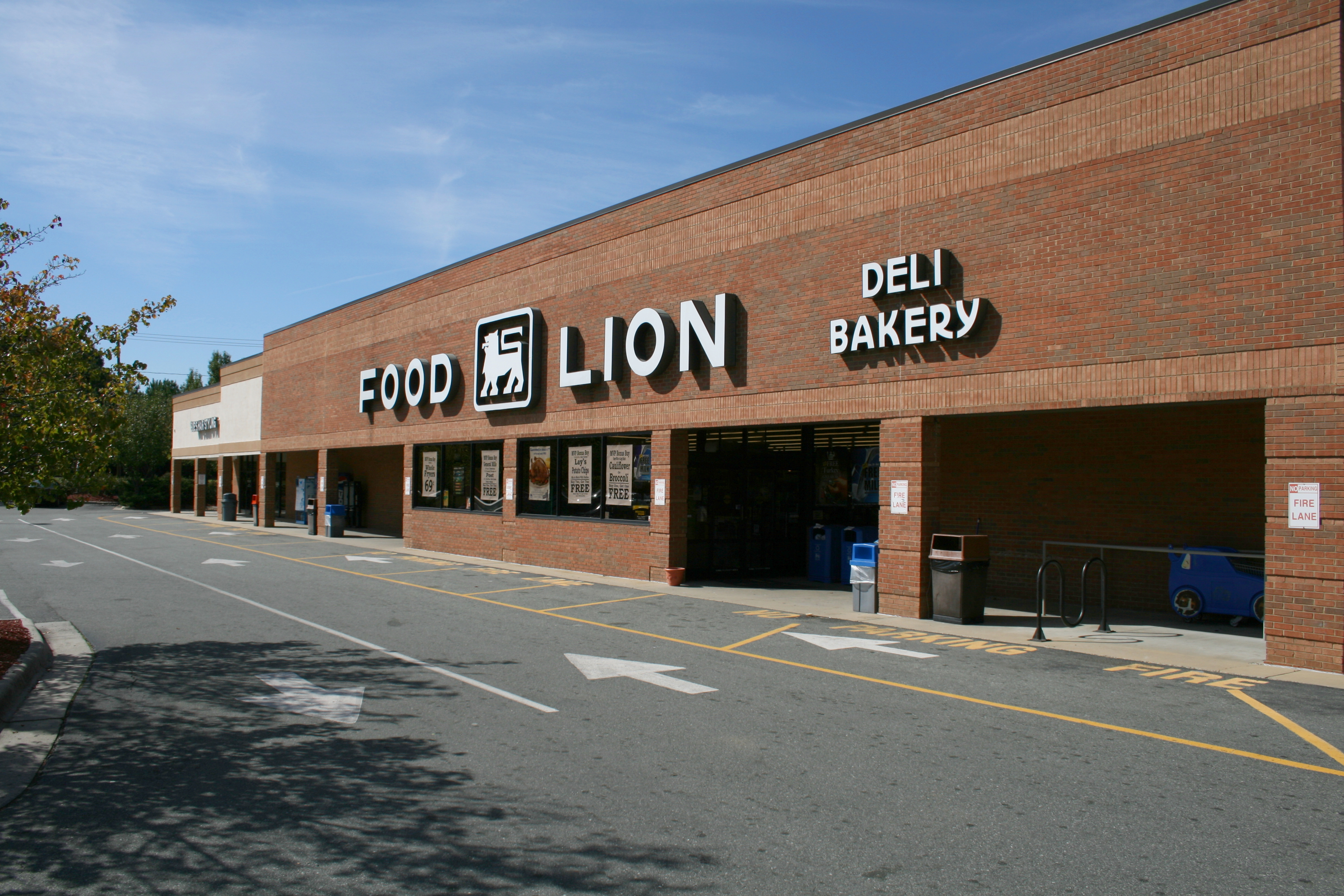
Food Lion

フード・ライオン（英語:Food Lion LLC）は、米国ノースカロライナ州のソールズベリーに本社を置く多国籍スーパーマーケットチェーンを運営する企業。
キャッチコピーは、「ノースカロライナで一番安い価格」（Lowest Food Prices In North Carolina）。

## 概要
東南アジア、欧米、オセアニアに約1350店を展開している多国籍企業。1957年創業。
オランダ王国の小売グループ、アホールド・デレーズの傘下。そのため、CEOは同グループから招いている。

## グループ
- Food Lion
- Harveys Supermarket
- Bloom

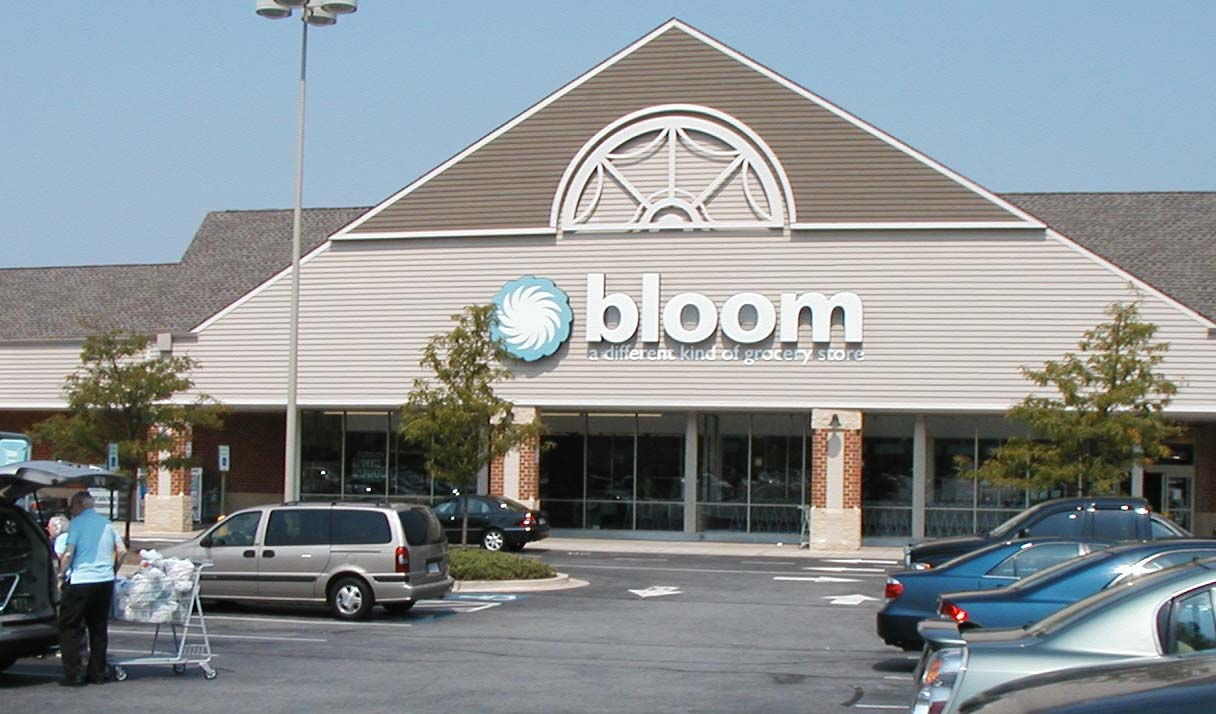
Bloom

- Bottom Dollar Food Chain
- Reid's（リード）